# Lato w Cielo grande
Lato w Cielo grande (hiszp. Cielo grande, ang. Secrets of Summer) – muzyczne i młodzieżowe seriale telewizyjne pochodzenia argentyńskiego, premiera Netflix 16 lutego 2022 roku.

## Produkcja
18 lutego 2021 roku ogłoszono powstanie młodzieżowego serialu muzycznego Cielo grande, którego autorami są Jorge Edelstein, Celeste Lambert, Paula Velayos i Clara Charrúa, w którym reżyserem będzie Mauro Scandolari, a producentem Pablo Ferreiro. serial miałby zostać wyprodukowany przez firmę Non Stop Studios. Pod koniec miesiąca ogłoszono, że główną obsadą serialu będą Pilar Pascual, Abril di Yorio, Víctor Varona, Thaís Rippel, Guido Messina, Luan Brum, Francisco Bass, Agustín Pardella, Fernando Monzo, Juan Monzo, Mariel Percossi, Giulia Guerrini i Debora Nishimoto. W maju poinformowano o dodaniu Byrona Barbieri do obsady.
Zdjęcia do serialu odbywały się w Tigre w Buenos Aires w Argentynie od maja do lipca 2021 roku.
Pierwsze zdjęcia promocyjne ukazały się w grudniu 2021 roku. Pierwszy teaser serii ukazał się w styczniu 2022 roku, wraz z ogłoszeniem daty premiery (16 lutego). Kilka dni później, 19 stycznia, ukazał się oficjalny zwiastun. 15 lutego, dzień przed premierą, ogłoszono produkcję drugiego sezonu serialu. Wreszcie, serial miał międzynarodową premierę 16 lutego w serwisie Netflix.

## Opis fabuły

### Sezon 1
Grupa nastolatków stara się uratować stary hotel Cielo Grande, specjalizujący się w sportach wodnych i zagubiony w środku delty Argentyny, gdzie przyjaciele przeżyją wspomnienia z dzieciństwa, odkryją rodzinne sekrety, nawiążą nowe przyjaźnie i narodzą się różne romanse. Tam wznawiają historyczne zawody wakeboardingowe, w których znani przeciwnicy zjawią się w poszukiwaniu trofeum i rozwiązywania tajemnic.

### Sezon 2
Steffi i Luz wraz z rodziną i przyjaciółmi walczą o przyszłość Cielo Grande po tym, jak Natasha i jej brat Oliver przejęli ośrodek.

## Obsada

### Pierwszoplanowa obsada
- Pilar Pascual – Stefanía Steffi Navarro[17]
- Abril DI Yorio – Luz Aguilar[18]
- Victor Varona – Antonio Tony
- Guido Messina – Julián
- Francisco Bass – Ron Navarro Lavalle
- Giulia Guerrini – Natasha Rossi
- Thaís Rippel – Natalia Naty
- Luan Brum Lima – Carlos Charly Santos
- Fernando Monzo – Fernando Monzo
- Juan Monzo – Juan Monzo
- Agustín Pardella – Noda
- Mariel Percossi – Matrix
- Byron Barbieri – Ian Navarro
- Martín Tecchi – Augusto Montero
- Débora Nishimoto – Irene

## Przegląd sezonów
| Seria | Seria | Odcinki | Oryginalna emisja |
| ----- | ----- | ------- | ----------------- |
|       | 1     | 11      | 16 lutego 2022    |
|       | 2     | 8       | 30 grudnia 2022   |

## Lista odcinków

### Sezon 1 (2022)
| Nr | Tytuł                                           | Premiera       |
| -- | ----------------------------------------------- | -------------- |
| 1  | Nareszcie wakacje Un nuevo verano               | 16 lutego 2022 |
| 2  | Wspomnienia ze Sky Vibes Recuerdos de Sky Vibes | 16 lutego 2022 |
| 3  | Friendzone                                      | 16 lutego 2022 |
| 4  | Nowa zawodniczka Una nueva competidora          | 16 lutego 2022 |
| 5  | Kim jest ta dziewczyna? ¿Quién es esa chica?    | 16 lutego 2022 |
| 6  | Randka Noche de citas                           | 16 lutego 2022 |
| 7  | Nieoczekiwane kłopoty Problemas inesperados     | 16 lutego 2022 |
| 8  | Ptaszek wyfrunął z gniazda Pájaro deja el nido  | 16 lutego 2022 |
| 9  | Prawda czy wyzwanie? ¿Verdad o consecuencia?    | 16 lutego 2022 |
| 10 | Summer Crush! ¡Summer Crush!                    | 16 lutego 2022 |
| 11 | Ocalić Cielo Save Cielo                         | 16 lutego 2022 |

## Dyskografia
| Rok  | Dane dot. albumu                                                                         |
| ---- | ---------------------------------------------------------------------------------------- |
| 2022 | Cielo grande - Wydany: 16 lutego 2022 - Wytwórnia: Sony Music - Format: digital download |